# Skurup Station
Skurup Station er en svensk jernbanestation i Skurup på Ystadbanan.

## Trafik
Det primære togsystem til og fra Skurup er Pågatågen. De kører fra Simrishamn, via Ystad, til Malmö/Hyllie, og videre til bl.a. Helsingborg C, Hässleholm C og Kristianstad C.
Tidligere kørte DSB InterCitytog mellem København H og Ystad, med forbindelse til færgen mod Bornholm, det såkaldte InterCity Bornholm. Det blev imidlertid indstillet ved køreplansskiftet 10. december 2017.